# Ardisia oocarpa
Ardisia oocarpa är en viveväxtart som beskrevs av Otto Stapf. Ardisia oocarpa ingår i släktet Ardisia och familjen viveväxter. Inga underarter finns listade i Catalogue of Life.